# Minamishimabara, Nagasaki
Minamishimabara (南島原市 (Nam Đảo Nguyên thị) Minamishimabara-shi) là một thành phố thuộc tỉnh Ngasaki, Nhật Bản. Thành phố được thành lập ngày 31 tháng 3 năm 2006, sau khi sáp nhập các thị trấn Arie, Fukae, Futsu, Kazusa, Kitaarima, Kuchinotsu, Minami-Arima và Nishi-Arie, tất cả thuộc huyện Minamitakaki.